# 贝日阿托氏菌属
贝日阿托氏菌属为贝日阿托氏菌科的一属细菌。细胞无鞘衣、无色素，以多细胞丝状体(细胞链)形式存在。广泛分布于淡水、淡海水、海水和相关沉积物中，也存在于水稻根际和污水处理池的活性污泥中。此属的模式种为白色贝日阿托氏菌(Beggiatoa alba)。

## 下属物种
- 白色贝日阿托氏菌 Beggiatoa alba (Vaucher 1803) Trevisan 1845
- Beggiatoa leptomitoformis Dubinina et al. 2017